# Megastygarctides setoloso
Megastygarctides setoloso är en djurart som tillhör fylumet trögkrypare, och som beskrevs av Morgan och Thelma O'Reilly 1988. Megastygarctides setoloso ingår i släktet Megastygarctides och familjen Stygarctidae. Inga underarter finns listade i Catalogue of Life.